# Zoltán Balla
Pour les articles homonymes, voir Balla.
Zoltán Balla est un joueur d'échecs hongrois né le 31 août 1883 à Budapest et mort le 1er avril 1945 à Budapest. 

## Carrière aux échecs

### Champion de Hongrie
Zoltán Balla remporta le premier championnat de Hongrie d'échecs en 1909 à Győr après un match de départage contre Zsigmond Barász et le troisième championnat en 1911 à Budapest, ex æquo avec Zsigmond Barász. Il fut 3e-4e du quatrième championnat disputé en 1912.

### Tournois internationaux
En 1913, il finit 4e-5e avec 6 points sur 11 du tournoi international de Budapest remporté par Rudolf Spielmann devant Xavier Tartakover. En 1916, il fut deuxième du tournoi à quatre de Budapest, devant Richard Réti (victoire de Gyula Breyer). En 1918, il remporta le tournoi à cinq du tournoi de Budapest, ex æquo avec Richard Réti (5,5 points sur 8). En 1919, il gagna le Hauptturnier (tournoi d'accession) de Kassa avec 7 points sur 8 (+6, =2).
En 1921, il participa au fort tournoi international de Budapest remporté par Alexandre Alekhine et finit cinquième sur douze joueurs devant Max Euwe, Efim Bogoljubov et Friedrich Sämisch. En 1924, il remporta le tournoi préolympique de Budapest, devant Havasi, Sterk et Endre Steiner mais ne participa pas au tournoi olympique de Paris 1924 (olympiade d'échecs non officielle).
En 1939, il partagea la première place avec László Szabó au mémorial Dori à Budapest.
Il meurt dans un accident de la route avec un tank soviétique à la fin de la Seconde Guerre mondiale.